# Edouard De Vigne

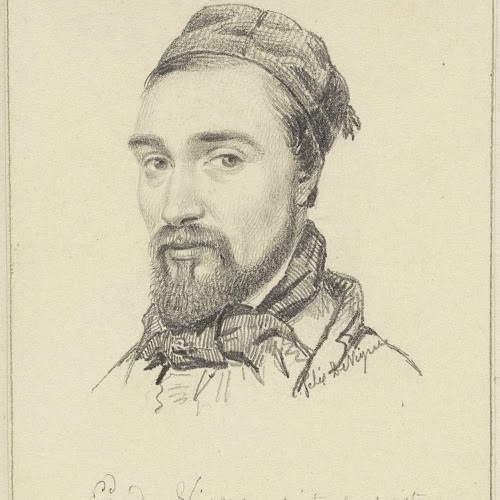
Portret van Edouard De Vigne door zijn broer Felix

Edouard De Vigne (Gent, 8 augustus 1808 – aldaar, 8 mei 1866) was een Belgisch landschapschilder uit de romantiek.

## Persoonsgegevens
Hij is geboren in Gent op 4 augustus 1808 om 11 uur (geboorteakte folio 326 pag. 356) (4 augustus schrijft ook Immerzeel) als zoon van de decoratieschilder Ignatius De Vigne (Gent, 1767-1840)  Hij was gehuwd met Sophie Caroline Ferdinande Quanonne. Zijn broers waren kunstschilder Félix De Vigne (Gent, 1806-1862), beeldhouwer Pierre De Vigne (Gent, 1812-1877) en musicus Alexandre Devigne (Gent, 1814-1869).

## Levensloop
Na zijn opleiding aan de Kunstacademie in Gent, werd hij privéleerling van de Gentse landschapschilder Paul Surmont de Volsberghe. In 1834 werd hem in Antwerpen een eerste prijs voor landschapschilderkunst toegekend op basis van een schilderij "Berglandschap met bomen bij onweer". Dit leverde hem een staatsbeurs op om een Italiëreis te ondernemen.
Hij verbleef in Italië van 1836 tot 1839. Zijn vrouw, met wie hij in 1834 kort voor zijn afreis was gehuwd, overleed tijdens deze reis ten gevolge van cholera in de stad Portici.
Na Italië reisde hij in 1841 ook nog rond in Engeland.
Hij was lid van de Société des Amis des Beaux-Arts de Gand.

## Situering

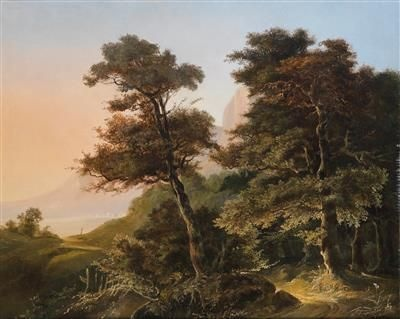
Landschap

Edouard De Vigne behoorde tot de laatste lichting kunstenaars die de Italiëreis nog op de "oude manier" ervoeren, want het spoorwegnet zou vanaf de jaren 1840-1850 Italië opeens veel dichterbij brengen. De investering in tijd, geld en moeite werd opeens veel draaglijker.
In Italië boeiden hem niet zozeer de antieke cultuurresten als wel het eigentijdse landschap.
Het schilderij "Capucijnenklooster te La Cava" uit 1838 uit het Museum in Gent is typisch voor zijn oeuvre: De Vigne voert de toeschouwer mee naar het hart van de Apennijnen, in de regio tussen Umbria en de Abruzzen. Een afgelegen, eenzaam en woest gebied met hoge bergtoppen.
De romantische zienswijze van De Vigne met het geflatteerde coloriet, het zacht-egale verfoppervlak, doet de toeschouwer welhaast de onherbergzaamheid van dit gebied vergeten.

## Signatuur
Enkele schilderijen zijn met de dubbele familienaam DEVIGNE-QUANONNE gesigneerd.

## Musea
- Brussel, Koninklijke verzameling
- Brussel, K.M.S.K. van België
- Gent, M.S.K. : "Het kapucijnenklooster te La Cava", "In het bos van Alifa in de Abruzzen", "Landschap"
- Ieper, Stedelijke Musea
- Poperinge, Gemeentelijke verzameling.